# Catherine Craig
Catherine Craig, nata Catherine Jewel Feltus e talvolta accreditata anche come Kay Craig (Bloomington, 18 gennaio 1915 – Santa Barbara, 14 gennaio 2004), è stata un'attrice statunitense.

## Filmografia parziale
- Condannato a morte (Doomed to Die), regia di William Nigh (1940)
- Charlie Chan delitto a New York (Murder Over New York), regia di Harry Lachman (1940) - non accreditata
- Las Vegas Nights, regia di Ralph Murphy (1941) - non accreditata
- Una notte a Lisbona (One Night in Lisbon), regia di Edward H. Griffith (1941) - non accreditata
- La vedova di West Point (West Point Widow), regia di Robert Siodmak (1941) - non accreditata
- Nothing but the Truth, regia di Elliott Nugent (1941) - non accreditata
- Among the Living, regia di Stuart Heisler (1941) - non accreditata
- Il Re della Louisiana (Louisiana Purchase), regia di Irving Cummings (1941)
- Non sei mai stata così bella (You Were Never Lovelier), regia di William A. Seiter (1942) - non accreditata
- Le schiave della città (Lady in the Dark), regia di Mitchell Leisen (1944)
- La storia del dottor Wassell (The Story of Dr. Wassell), regia di Cecil B. DeMille (1944) - non accreditata
- Il grande silenzio (And Now Tomorrow), regia di Irving Pichel (1944)
- Here Come the Waves, regia di Mark Sandrich (1944)
- Bionda incendiaria (Incendiary Blonde), regia di George Marshall (1945) - non accreditata
- Non c'è due... senza tre (The Bride Wore Boots), regia di Irving Pichel (1946) - non accreditata
- Eroi nell'ombra (O.S.S.), regia di Irving Pichel (1946) - non accreditata
- Lo strano amore di Marta Ivers (The Strange Love of Martha Ivers), regia di Lewis Milestone (1946) - non accreditata
- Monsieur Beaucaire, regia di George Marshall (1946) - non accreditata
- Un matrimonio ideale (The Perfect Marriage), regia di Lewis Allen (1947) - non accreditata
- Rivista di stelle (Variety Girl), regia di George Marshall (1947) - non accreditata
- Il solitario del Texas (Albuquerque), regia di Ray Enright (1948)
- El Paso, regia di Lewis R. Foster (1949)
- Non voglio perderti (No Man of Her Own), regia di Mitchell Leisen (1950)